# Rumex ponticus
Rumex ponticus är en slideväxtart som beskrevs av Ernst Hans Ludwig Krause. Rumex ponticus ingår i släktet skräppor, och familjen slideväxter. Inga underarter finns listade i Catalogue of Life.